# Ruth Hieronymi
Ruth Hieronymi (ur. 8 listopada 1947 w Bonn, zm. 30 kwietnia 2025 tamże) – niemiecka polityk, przez dwie kadencje posłanka do Parlamentu Europejskiego z ramienia CDU.

## Życiorys
Ukończyła w 1977 studia magisterskie na Uniwersytecie w Kolonii. W 1971 wstąpiła do Unii Chrześcijańsko-Demokratycznej, w latach 1978–1981 pełniła funkcję dyrektora biura federalnego partii w Bonn. Od 1975 do 1990 zasiadała w radzie miejskiej w Bonn. W latach 1985–1999 była posłanką do landtagu Nadrenii Północnej-Westfalii, przez ponad 20 lat wchodziła w skład zarządu CDU w tym raju związkowym.
W 1999 z listy CDU po raz pierwszy uzyskała mandat deputowanej do Parlamentu Europejskiego. W wyborach w 2004 z powodzeniem ubiegała się o reelekcję z ramienia CDU. Była członkinią grupy chadeckiej, pracowała m.in. w Komisji Kultury i Edukacji. W PE zasiadała do 2009.
Od 1991 była członkinią rady publicznej rozgłośni radiowo-telewizyjnej Westdeutscher Rundfunk. W 2009 została wybrana na jej przewodniczącą.